# Parg
Parg je naselje u Hrvatskoj u sastavu Grada Čabra. Nalazi se u Primorsko-goranskoj županiji. Mjesto je u prošlosti često bilo nazivano Park odnosno Park kraj Čabra.

## Zemljopis
Sjeverozapadno su Lautari i Gorači, sjeveroistočno su izvor rječice Čabranke i Slovenija te u Sloveniji Stari Kot, istočno-sjeveroistočno su Tropeti, istočno je Čabar, jugoistočno su Gornji Žagari, Vrhovci i Kraljev Vrh, južno-jugoistočno su Lazi i Tršće, južno je Prhutova Draga, Makov Hrib, Srednja Draga i Selo, južno-jugozapadno su Ravnice, Crni Lazi i Brinjeva Draga.

## Stanovništvo
Na popisu stanovništva 2011. godine, Parg je imao 87 stanovnika.
| broj stanovnika | 110   | 114   | 75    | 94    | 99    | 89    | 86    | 93    | 116   | 118   | 115   | 90    | 97    | 104   | 99    | 87    | 76    |
|                 | 1857. | 1869. | 1880. | 1890. | 1900. | 1910. | 1921. | 1931. | 1948. | 1953. | 1961. | 1971. | 1981. | 1991. | 2001. | 2011. | 2021. |

## Klima
Gorska. U Pargu se nalazi meteorološka postaja.